# Huragan Catarina
Huragan Catarina – huragan, jaki pod koniec marca 2004 roku uderzył w południowo-wschodnie wybrzeże Brazylii (stan Santa Catarina) nad południowym Atlantykiem. Uderzając w wybrzeże osiągnął maksymalną siłę i stał się cyklonem 2 kategorii. Spowodował znaczne zniszczenia, a straty wyniosły 350 milionów dolarów.
Był to pierwszy huragan zarejestrowany nad południowym Atlantykiem od początku obserwacji satelitarnych w 1966 roku. Pomiary wykazały, że miał ciepłą część centralną i powstał, podobnie jak huragany na półkuli północnej, ponad wodą o temperaturze 23–24 °C, a blisko wybrzeża przemieszczał się nad obszarem wody o temperaturze 25 °C. Jest to blisko granicznej wartości temperatury dla cyklonów tropikalnych na półkuli północnej. Wiatry miały prędkość 65–70 węzłów (ok. 120–140 km/h), w porywach osiągając 85 węzłów (157 km/h).

## Galeria

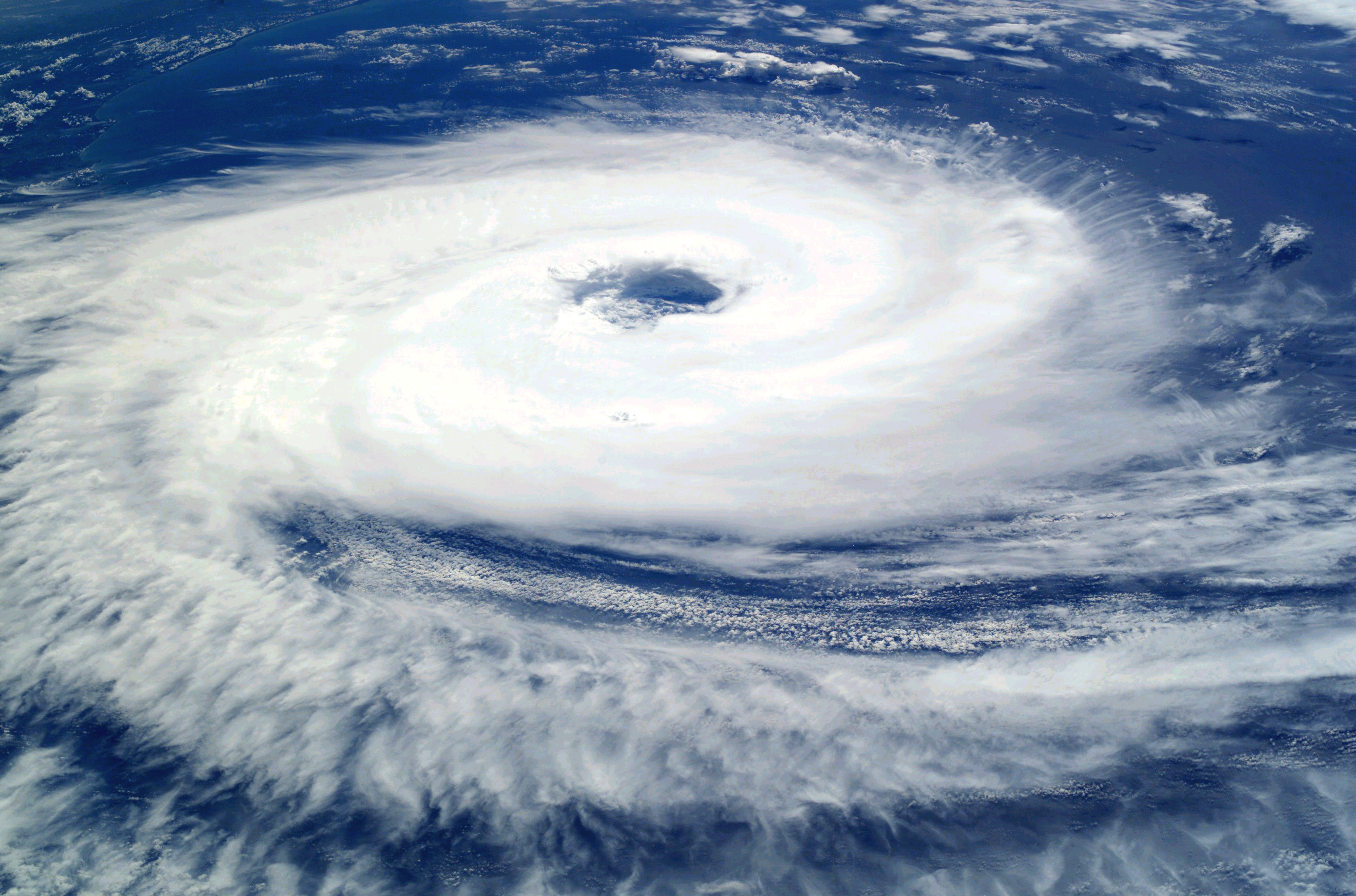
Catarina 26 marca
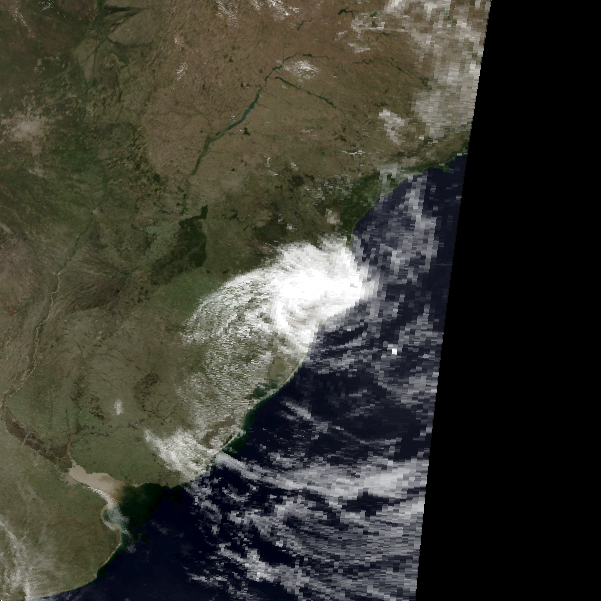
Huragan po wejściu na ląd